# یواس‌اس تاندر (۱۸۶۲)
یواس‌اس تاندر (۱۸۶۲) (به انگلیسی: USS Thunder (1862)) یک کشتی بود.